# (2894) Kakhovka
(2894) Kakhovka (1978 SH5; 1953 FQ; 1962 XZ; 1975 ET3; 1978 TZ4; 1979 YB9) ist ein ungefähr 13 Kilometer großer Asteroid des äußeren Hauptgürtels, der am 27. September 1978 von der russischen (damals: Sowjetunion) Astronomin Ljudmila Iwanowna Tschernych am Krim-Observatorium (Zweigstelle Nautschnyj) auf der Halbinsel Krim (IAU-Code 095) entdeckt wurde. Er gehört zur Themis-Familie, einer Gruppe von Asteroiden, die nach (24) Themis benannt ist.

## Benennung
(2894) Kakhovka wurde nach der Stadt Kachowka im Oblast Cherson benannt, die zum Zeitpunkt der Entdeckung des Asteroiden Teil der Ukrainischen Sozialistischen Sowjetrepublik war und heute Bestandteil der Ukraine ist.